# Баиз
Баиз (фр. Baïse) је река у Француској. Дуга је 188 km. Улива се у Гарону. 